# Liste des maires de Bellerive-sur-Allier
Cette page liste les maires de Bellerive-sur-Allier. Jusqu'en 1903, date du changement de nom de la commune, ils sont maires de Vesse.

## Liste de maires

### Élus à la Révolution française
- 1790 - an VI : Jean Ramin
- an VI - an VIII : Jean Lebreton
- an VIII - 1808 : François Purelle

### Élus de la1remoitiéduXIXesièclejusqu'à 1870
- 1808 - 1819 : Joseph Rougane
- 1819 - 1821 : Antoine Fournier de Tony, écrivain
- 1821 - 1827 : Bardonnet des Martels
- 1827 - 1831 : Vincent Givois aïeul
- 1831 - 1848 : Amable Jourde[Note 1] (Riom,1804 - Riom, 1864), avocat
- 1848 - 1865 : François Givois
- 1865 - 1870 : Ferdinand Gravier, conseiller d'arrondissement de l'Allier[1]

### Élus sous la Troisième République
- 1870 - 1874 : Gabriel Ramin
- 1874 - 1877 : Claude Brèle
- 1876 - 1884 : Gabriel Ramin
- 1884 - 1888 : Vincent Givois
- mai 1888 - 1892 : Antonin Malla, pharmacien, sourcier et historien de Vichy
- 1892 - 1894 : Charles Gravier, propriétaire de la Ferme modèle[2]
- 1894 - 1910 : Joseph Bégonin, à l'origine du changement de nom de Vesse en Bellerive-sur-Allier en janvier 1903
- 1910 - 1912 : Gilbert Gabard
- 1912 - 1925 : Maurice Chalus, banquier, cofondateur de la banque Chalus
- 1925 - 1933 : Jean-Baptiste Burlot (SFIO), professeur de français à l'enseignement primaire supérieur
- 1933 - 1935 : Louis Champommier
- 1935 - 1944 : Paul Rives (SFIO), professeur de philosophie

### Élus depuis 1945
- 1944 - 1962 : Fernand Auberger (SFIO), instituteur
- 1962 - juin 1983 : Pierre Corniou[Note 2] (SFIO puis PS puis MRG), ingénieur chimiste et chef d'entreprise
- juin 1983 - mars 1989 : Jean Dubessay (RPR), enseignant
- mars 1989 - juin 1995 : Pierre Corniou[Note 2] (2e mandat) (MRG), ingénieur chimiste
- juin 1995 - mars 2001 : Jean Dubessay (2e mandat) (RPR), enseignant
- mars 2001 - mars 2014 : Jean-Michel Guerre (PS)[Note 3], organiste, vice-président du conseil régional d'Auvergne chargé de l'attractivité des territoires et des politiques contractuelles régionales[5] et président de la communauté d'agglomération de Vichy Val d'Allier (2008-2014)
- mars 2014 – novembre 2018 (démission[Note 4]) : Jérome Joannet (DVD), directeur de l'office de tourisme de Vichy, conseiller communautaire[7]
- novembre 2018 : François Sennepin[8] (réélu le 26 mai 2020[9]), 6e vice-président de la communauté d'agglomération Vichy Communauté chargé de l'enseignement supérieur et du pôle métropolitain (depuis 2020)[10]